# Gentingia
Gentingia là một chi thực vật có hoa trong họ Thiến thảo (Rubiaceae).

## Loài
Chi Gentingia gồm các loài: